# Tiakola/Diskografie
Diese Diskografie ist eine Übersicht über die musikalischen Werke des französischen Rappers Tiakola. Den Schallplattenauszeichnungen zufolge hat er bisher mehr als 12 Millionen Tonträger verkauft, davon alleine in seiner Heimat über 11,7 Millionen. Seine erfolgreichsten Veröffentlichungen sind die Singles Notre Dame, Mami wata und Mélanine mit je über 350.000 verkauften Einheiten.

## Alben

### Studioalben
| Jahr | Titel Musiklabel                                 | Höchstplatzierung, Gesamtwochen, AuszeichnungChartplatzierungen (Jahr, Titel, Musiklabel, Platzierungen, Wochen, Auszeichnungen, Anmerkungen) | Höchstplatzierung, Gesamtwochen, AuszeichnungChartplatzierungen (Jahr, Titel, Musiklabel, Platzierungen, Wochen, Auszeichnungen, Anmerkungen) | Höchstplatzierung, Gesamtwochen, AuszeichnungChartplatzierungen (Jahr, Titel, Musiklabel, Platzierungen, Wochen, Auszeichnungen, Anmerkungen) | Anmerkungen                                     |
| Jahr | Titel Musiklabel                                 | FR | BEW | CH | Anmerkungen                                     |
| ---- | ------------------------------------------------ | --- | --- | --- | ----------------------------------------------- |
| 2022 | Mélo Wati-B                                      | FR1 ×3Dreifachplatin · (… Wo.)FR | BEW2 (… Wo.)BEW | CH7 Gold · (59 Wo.)CH | Erstveröffentlichung: 27. Mai 2022              |
| 2023 | La melo est gangx BSB Productions / Wati-B (SME) | FR1 ×2Doppelplatin · (… Wo.)FR | BEW1 (… Wo.)BEW | CH3 (19 Wo.)CH | Erstveröffentlichung: 1. Dezember 2023 mit Gazo |
| 2024 | BDLM Vol.1 Atlantic Records (WMG)                | FR1 ×2Doppelplatin · (… Wo.)FR | BEW2 (… Wo.)BEW | CH5 (26 Wo.)CH | Erstveröffentlichung: 20. September 2024        |

### EPs
| Jahr | Titel Musiklabel                      | Höchstplatzierung, Gesamtwochen, AuszeichnungChartplatzierungen (Jahr, Titel, Musiklabel, Platzierungen, Wochen, Auszeichnungen, Anmerkungen) | Höchstplatzierung, Gesamtwochen, AuszeichnungChartplatzierungen (Jahr, Titel, Musiklabel, Platzierungen, Wochen, Auszeichnungen, Anmerkungen) | Höchstplatzierung, Gesamtwochen, AuszeichnungChartplatzierungen (Jahr, Titel, Musiklabel, Platzierungen, Wochen, Auszeichnungen, Anmerkungen) | Anmerkungen                                     |
| Jahr | Titel Musiklabel                      | FR | BEW | CH | Anmerkungen                                     |
| ---- | ------------------------------------- | --- | --- | --- | ----------------------------------------------- |
| 2024 | X Wati-B                              | FR11 (15 Wo.)FR | BEW14 (10 Wo.)BEW | CH13 (3 Wo.)CH | Erstveröffentlichung: 1. März 2024              |
| 2025 | Fara Fara Gang Atlantic Records (WMG) | — | BEW74 (… Wo.)BEW | — | Erstveröffentlichung: 19. Juni 2025 mit Genezio |

## Singles

### Als Leadmusiker
| Jahr | Titel Album                             | Höchstplatzierung, Gesamtwochen, AuszeichnungChartplatzierungen (Jahr, Titel, Album, Platzierungen, Wochen, Auszeichnungen, Anmerkungen) | Höchstplatzierung, Gesamtwochen, AuszeichnungChartplatzierungen (Jahr, Titel, Album, Platzierungen, Wochen, Auszeichnungen, Anmerkungen) | Höchstplatzierung, Gesamtwochen, AuszeichnungChartplatzierungen (Jahr, Titel, Album, Platzierungen, Wochen, Auszeichnungen, Anmerkungen) | Höchstplatzierung, Gesamtwochen, AuszeichnungChartplatzierungen (Jahr, Titel, Album, Platzierungen, Wochen, Auszeichnungen, Anmerkungen) | Anmerkungen                                                |
| Jahr | Titel Album                             | FR | BEW | CH | UK | Anmerkungen                                                |
| --- | --------------------------------------- | --- | --- | --- | --- | ---------------------------------------------------------- |
| 2021 | Pousse toi –                            | FR18 Platin · (14 Wo.)FR | — | — | — | Erstveröffentlichung: 27. Mai 2021                         |
| 2021 | Étincelle (Maradona) –                  | FR19 Platin · (9 Wo.)FR | — | — | — | Erstveröffentlichung: 9. September 2021                    |
| 2021 | La clé Mélo                             | FR50 Diamant · (46 Wo.)FR | — | — | — | Erstveröffentlichung: 23. Dezember 2021                    |
| 2022 | M3ló Mélo                               | FR10 Platin · (26 Wo.)FR | — | — | — | Erstveröffentlichung: 21. April 2022                       |
| 2022 | Si j’savais Mélo                        | FR16 Diamant · (26 Wo.)FR | — | — | — | Erstveröffentlichung: 6. Mai 2022                          |
| 2022 | Coucher de soleil Mélo                  | FR31 Gold · (4 Wo.)FR | — | — | — | Erstveröffentlichung: 19. Mai 2022                         |
| 2022 | Sans nouvelle –                         | FR57 (5 Wo.)FR | — | — | — | Erstveröffentlichung: 27. September 2022                   |
| 2023 | Meridian –                              | FR1 Diamant · (49 Wo.)FR | BEW7 Gold · (14 Wo.)BEW | CH10 (8 Wo.)CH | UK41 (3 Wo.)UK | Erstveröffentlichung: 25. August 2023 feat. Dave           |
| 2023 | Special –                               | FR8 Platin · (15 Wo.)FR | BEW38 (2 Wo.)BEW | CH53 (3 Wo.)CH | — | Erstveröffentlichung: 25. August 2023 feat. Dave           |
| 2024 | T.I.A BDLM Vol.1                        | FR12 Platin · (17 Wo.)FR | BEW50 (1 Wo.)BEW | — | — | Erstveröffentlichung: 25. Juli 2024                        |
| 2024 | Manon B BDLM Vol.1                      | FR2 Diamant · (… Wo.)FR | BEW3 Gold · (19 Wo.)BEW | CH20 (7 Wo.)CH | — | Erstveröffentlichung: 29. August 2024 feat. Ryflo & Oksoow |
| 2024 | Formidable BDLM Vol.1                   | FR31 (5 Wo.)FR | — | — | — | Erstveröffentlichung: 16. September 2024                   |
| 2024 | No Limit BDLM Vol.1                     | FR75 (… Wo.)FR | — | — | — | Erstveröffentlichung: 18. Oktober 2024 feat. KLN           |
| 2025 | Station Fara Fara Gang - BDLM Extension | FR138 (… Wo.)FR | — | — | — | Erstveröffentlichung: 1. Juli 2025                         |
| 2025 | Badman Gangsta –                        | FR41 (… Wo.)FR | — | — | — | Erstveröffentlichung: 25. Juli 2025 mit Asake              |
| Folgende Lieder erschienen nicht als Single, wurden aber durch das Album zum Download und Streaming bereitgestellt und konnten somit eine Platzierung erlangen: |                                         | | | | |                                                            |
| |                                         | | | | |                                                            |
| 2022 | Gasolina Mélo                           | FR4 Diamant · (82 Wo.)FR | BEW38 (13 Wo.)BEW | CH57 Gold · (5 Wo.)CH | — | feat. RSKO                                                 |
| 2022 | Meuda Mélo                              | FR3 Diamant · (130 Wo.)FR | BEW25 (27 Wo.)BEW | CH— GoldCH | — |                                                            |
| 2022 | Mode AV Mélo                            | FR6 Diamant · (51 Wo.)FR | — | CH67 Gold · (1 Wo.)CH | — | feat. Niska & Gazo                                         |
| 2022 | Atasanté Mélo                           | FR10 Diamant · (33 Wo.)FR | BEW38 (1 Wo.)BEW | CH79 Platin · (1 Wo.)CH | — | feat. Hamza                                                |
| 2022 | Roro Mélo                               | FR15 Platin · (18 Wo.)FR | — | — | — | feat. SDM                                                  |
| 2022 | Soza Mélo                               | FR30 Platin · (4 Wo.)FR | — | — | — |                                                            |
| 2022 | Parapluie Mélo                          | FR35 Platin · (6 Wo.)FR | — | — | — |                                                            |
| 2022 | #TT Mélo                                | FR38 (3 Wo.)FR | — | — | — |                                                            |
| 2022 | Riri / No camera Mélo                   | FR41 Platin · (3 Wo.)FR | — | — | — |                                                            |
| 2022 | R.I.Peace Mélo                          | FR46 Gold · (3 Wo.)FR | — | — | — |                                                            |
| 2022 | 1ntro'p Mélo                            | FR47 (2 Wo.)FR | — | — | — |                                                            |
| 2022 | Arsenik Mélo                            | FR51 (2 Wo.)FR | — | — | — |                                                            |
| 2023 | Notre Dame La melo est gangx            | FR1 Diamant · (39 Wo.)FR | BEW18 Platin · (7 Wo.)BEW | CH43 (2 Wo.)CH | — | Charteinstieg: 9. Dezember 2023 mit Gazo                   |
| 2023 | Cartier La melo est gangx               | FR4 Platin · (28 Wo.)FR | BEW34 Gold · (1 Wo.)BEW | CH76 (1 Wo.)CH | — | Charteinstieg: 9. Dezember 2023 mit Gazo                   |
| 2023 | 24/34 La melo est gangx                 | FR7 Gold · (7 Wo.)FR | BEW33 (1 Wo.)BEW | — | — | Charteinstieg: 9. Dezember 2023 mit Gazo                   |
| 2023 | 200K La melo est gangx                  | FR8 (6 Wo.)FR | BEW40 (1 Wo.)BEW | — | — | Charteinstieg: 9. Dezember 2023                            |
| 2023 | Sobad La melo est gangx                 | FR10 (4 Wo.)FR | — | — | — | Charteinstieg: 9. Dezember 2023 mit Gazo                   |
| 2023 | Mami wata La melo est gangx             | FR5 Diamant · (85 Wo.)FR | BEW28 Platin · (20 Wo.)BEW | — | — | Charteinstieg: 9. Dezember 2023 mit Gazo                   |
| 2023 | Afrikanbadman La melo est gangx         | FR14 Gold · (6 Wo.)FR | — | — | — | Charteinstieg: 9. Dezember 2023 mit Gazo                   |
| 2023 | A.V.S.D. La melo est gangx              | FR16 (3 Wo.)FR | — | — | — | Charteinstieg: 9. Dezember 2023 mit Gazo                   |
| 2023 | Ambitions La melo est gangx             | FR17 (3 Wo.)FR | — | — | — | Charteinstieg: 9. Dezember 2023 mit Gazo                   |
| 2023 | Interlude La melo est gangx             | FR18 (3 Wo.)FR | — | — | — | Charteinstieg: 9. Dezember 2023 mit Gazo                   |
| 2023 | Outro La melo est gangx                 | FR19 (4 Wo.)FR | — | — | — | Charteinstieg: 9. Dezember 2023 mit Gazo                   |
| 2024 | X                                       | FR28 Gold · (15 Wo.)FR | BEW— GoldBEW | — | — |                                                            |
| 2024 | Solo X                                  | FR47 (3 Wo.)FR | — | — | — | feat. La Fève                                              |
| 2024 | #Bâtiment1 X                            | FR63 (2 Wo.)FR | — | — | — |                                                            |
| 2024 | 2009’ X                                 | FR66 (4 Wo.)FR | — | — | — |                                                            |
| 2024 | Human Weakness X                        | FR77 (1 Wo.)FR | — | — | — |                                                            |
| 2024 | P&Lové X                                | FR81 (1 Wo.)FR | — | — | — |                                                            |
| 2024 | 1h55 BDLM Vol.1                         | FR8 Platin · (14 Wo.)FR | BEW42 (2 Wo.)BEW | — | — | feat. Rsko & Hamza                                         |
| 2024 | Pona nini BDLM Vol.1                    | FR6 Diamant · (… Wo.)FR | BEW38 (8 Wo.)BEW | CH57 (3 Wo.)CH | — | feat. Genesio & Prototype                                  |
| 2024 | Plaisir nocif BDLM Vol.1                | FR7 Platin · (11 Wo.)FR | — | — | — | feat. Liim’s & SDM                                         |
| 2024 | G.A.N.G. BDLM Vol.1                     | FR9 Gold · (11 Wo.)FR | — | — | — | feat. La Mano 1.9 & Niska                                  |
| 2024 | Protect BDLM Vol.1                      | FR29 (4 Wo.)FR | — | — | — | feat. Merveille                                            |
| 2024 | Reste-là BDLM Vol.1                     | FR37 Gold · (9 Wo.)FR | — | — | — | feat. Monsieur Nov & RnBoi                                 |
| 2024 | Cabrel BDLM Vol.1                       | FR40 (3 Wo.)FR | — | — | — | feat. Saaro                                                |
| 2024 | Y.J (C’est ko) BDLM Vol.1               | FR42 (3 Wo.)FR | — | — | — | feat. Ronisia                                              |
| 2024 | Psychologique BDLM Vol.1                | FR46 (2 Wo.)FR | — | — | — |                                                            |
| 2024 | Ping Pong BDLM Vol.1                    | FR49 (2 Wo.)FR | — | — | — |                                                            |
| 2024 | Fast Life & Famille BDLM Vol.1          | FR56 (2 Wo.)FR | — | — | — | feat. HK La Paille & Jolagreen23                           |
| 2024 | Grand prix BDLM Vol.1                   | FR83 (1 Wo.)FR | — | — | — | feat. Jey Brownie & Sonny Rave                             |
| 2024 | Dernière Danse BDLM Vol.1               | FR85 (1 Wo.)FR | — | — | — | feat. Cheu-B & Zed                                         |
| 2025 | Mbife Fara Fara Gang                    | FR20 (… Wo.)FR | — | — | — | mit Genezio                                                |
| 2025 | Catimini Fara Fara Gang                 | FR30 (5 Wo.)FR | — | — | — | mit Genezio                                                |
| 2025 | Code 187 Fara Fara Gang                 | FR61 (1 Wo.)FR | — | — | — | mit Genezio                                                |

### Als Gastmusiker
| Jahr | Titel Album                                                | Höchstplatzierung, Gesamtwochen, AuszeichnungChartplatzierungen (Jahr, Titel, Album, Platzierungen, Wochen, Auszeichnungen, Anmerkungen) | Höchstplatzierung, Gesamtwochen, AuszeichnungChartplatzierungen (Jahr, Titel, Album, Platzierungen, Wochen, Auszeichnungen, Anmerkungen) | Höchstplatzierung, Gesamtwochen, AuszeichnungChartplatzierungen (Jahr, Titel, Album, Platzierungen, Wochen, Auszeichnungen, Anmerkungen) | Anmerkungen                                                       |
| Jahr | Titel Album                                                | FR | BEW | CH | Anmerkungen                                                       |
| --- | ---------------------------------------------------------- | --- | --- | --- | ----------------------------------------------------------------- |
| 2020 | Biberon Monsieur                                           | FR69 (10 Wo.)FR | — | — | Erstveröffentlichung: 28. Mai 2020 Franglish feat. Tiakola & Leto |
| 2020 | Dieu merci Poison ou antidote                              | FR7 Diamant · (34 Wo.)FR | BEW34 (10 Wo.)BEW | CH94 (1 Wo.)CH | Erstveröffentlichung: 9. Oktober 2020 Dadju feat. Tiakola         |
| 2021 | Kassav Drill FR                                            | FR19 Diamant · (32 Wo.)FR | — | CH— GoldCH | Erstveröffentlichung: 14. Januar 2021 Gazo feat. Tiakola          |
| 2021 | Comme moi Ronisia                                          | FR71 Gold · (4 Wo.)FR | — | — | Erstveröffentlichung: 24. September 2021 Ronisia feat. Tiakola    |
| 2022 | Reste-là Gambinerie                                        | FR64 Gold · (11 Wo.)FR | — | — | Erstveröffentlichung: 3. März 2022 Gambino La MG feat. Tiakola    |
| 2022 | Palavé LMDB                                                | FR83 Gold · (2 Wo.)FR | — | — | Erstveröffentlichung: 7. Juli 2022 RSKO feat. Tiakola             |
| 2022 | Redescends Liens du 100                                    | FR15 Diamant · (46 Wo.)FR | — | — | Erstveröffentlichung: 15. Juli 2022 SDM feat. Tiakola             |
| 2022 | Bosseur LMDB                                               | FR65 (2 Wo.)FR | — | — | Erstveröffentlichung: 15. Dezember 2022 RSKO feat. Tiakola        |
| 2023 | Toute la journée Diamant du bled                           | FR4 Diamant · (35 Wo.)FR | BEW15 (7 Wo.)BEW | CH26 (4 Wo.)CH | Erstveröffentlichung: 3. Februar 2023 Zola feat. Tiakola          |
| 2023 | Délire Daddy 9                                             | FR21 Gold · (7 Wo.)FR | — | — | Erstveröffentlichung: 26. Mai 2023 Joé Dwèt Filé feat. Tiakola    |
| 2023 | Bonsoir Paris (Mama No Cry) –                              | FR46 (6 Wo.)FR | — | — | Erstveröffentlichung: 27. Oktober 2023 S.Pri Noir feat. Tiakola   |
| 2023 | 500 24                                                     | FR84 (1 Wo.)FR | — | — | Erstveröffentlichung: 30. November 2023 La Fève feat. Tiakola     |
| 2024 | La melo est dans la bounce Bounce Music: Saison 2          | FR26 Gold · (11 Wo.)FR | BEW50 (1 Wo.)BEW | — | Erstveröffentlichung: 13. November 2023 Genezio feat. Tiakola     |
| Folgende Lieder erschienen nicht als Single, wurden aber durch das Album zum Download und Streaming bereitgestellt und konnten somit eine Platzierung erlangen: |                                                            | | | |                                                                   |
| |                                                            | | | |                                                                   |
| 2021 | Ami ou ennemi Capo Dei Capi Vol. II & III                  | FR111 (1 Wo.)FR | — | — | Alonzo feat. Tiakola                                              |
| 2021 | Prends mes lovés Stamina, Momento                          | FR88 (1 Wo.)FR | — | — | Dinos feat. Tiakola                                               |
| 2021 | Pololo Mansa                                               | FR15 Platin · (17 Wo.)FR | — | CH81 (1 Wo.)CH | MHD feat. Tiakola                                                 |
| 2021 | Mapessa 17%                                                | FR8 Diamant · (56 Wo.)FR | — | CH64 (1 Wo.)CH | Leto feat. Tiakola                                                |
| 2021 | Joe Pesci Le monde est méchant                             | FR28 (3 Wo.)FR | — | — | Niska feat. Tiakola                                               |
| 2021 | Journée Le monde est méchant                               | FR70 Platin · (3 Wo.)FR | — | — | Niska feat. Tiakola                                               |
| 2021 | Pas comme ça Fleur froide                                  | FR39 Diamant · (19 Wo.)FR | — | — | Tayc feat. Tiakola                                                |
| 2021 | Mardi gras Réelle vie 3.0                                  | FR6 Platin · (17 Wo.)FR | — | CH67 (1 Wo.)CH | Maes feat. Tiakola                                                |
| 2022 | Fleurs KMT                                                 | FR10 Diamant · (98 Wo.)FR | — | CH— GoldCH | Gazo feat. Tiakola                                                |
| 2022 | Quand j’y repense Toujours +                               | FR8 Platin · (21 Wo.)FR | — | — | Gazo feat. Tiakola                                                |
| 2022 | Plus belle la vie, plus belle la mort Trop tôt pour mourir | FR32 (4 Wo.)FR | — | — | Dosseh feat. Tiakola                                              |
| 2022 | Me sauver Soixvnt3                                         | FR170 (1 Wo.)FR | — | — | Zed feat. Tiakola                                                 |
| 2023 | Cadeau DNK                                                 | FR4 Platin · (15 Wo.)FR | BEW47 (1 Wo.)BEW | CH60 (1 Wo.)CH | Aya Nakamura feat. Tiakola                                        |
| 2023 | Atasanté Part.2 Sincèrement                                | FR6 Gold · (7 Wo.)FR | — | — | Hamza feat. Tiakola                                               |
| 2023 | Tout seul Carré                                            | FR9 Platin · (21 Wo.)FR | — | — | Werenoi feat. Tiakola                                             |
| 2023 | Balle dans le coeur Brut4l                                 | FR16 Gold · (10 Wo.)FR | — | — | Ikaz Boi feat. Tiakola                                            |
| 2023 | God Bless Trapstar 3                                       | FR18 (3 Wo.)FR | — | — | Leto feat. Tiakola                                                |
| 2023 | Miné sur Paname La route est longue                        | FR12 Gold · (7 Wo.)FR | — | — | Jul feat. Tiakola                                                 |
| 2024 | Bank Saudade                                               | FR33 (3 Wo.)FR | — | — | Green Montana feat. Josman & Tiakola                              |
| 2024 | Cargo La vie du triple OG                                  | FR185 (1 Wo.)FR | — | — | Mac Tyer feat. Tiakola                                            |
| 2024 | Une histoire Nazaland                                      | FR22 Gold · (13 Wo.)FR | — | — | Naza feat. Tiakola                                                |
| 2024 | J’y pense À la vie à la mort                               | FR22 (5 Wo.)FR | — | — | SDM feat. Skread & Tiakola                                        |
| 2024 | Gaùcho Kintsugi                                            | FR62 (2 Wo.)FR | — | — | Dinos feat. Tiakola                                               |
| 2025 | Stabilité Chaque Jour                                      | FR124 (1 Wo.)FR | — | — | Tarik Azzouz feat. Tiakola                                        |
| 2025 | Crime ensoleillé R.A.T                                     | FR32 (… Wo.)FR | — | — | La Mano 1.9 feat. Tiakola                                         |

## Statistik

### Chartauswertung
|                     | FR    | BEW     | CH    |
| ------------------- | ----- | ------- | ----- |
| Nummer-eins-Alben   | FR3FR | BEW1BEW | CH—CH |
| Top-10-Alben        | FR3FR | BEW3BEW | CH3CH |
| Alben in den Charts | FR4FR | BEW5BEW | CH4CH |

|                       | FR     | BEW      | CH     | UK    |
| --------------------- | ------ | -------- | ------ | ----- |
| Nummer-eins-Singles   | FR1FR  | BEW—BEW  | CH—CH  | UK—UK |
| Top-10-Singles        | FR25FR | BEW2BEW  | CH1CH  | UK—UK |
| Singles in den Charts | FR96FR | BEW18BEW | CH15CH | UK1UK |

### Auszeichnungen für Musikverkäufe
Anmerkung: Auszeichnungen in Ländern aus den Charttabellen bzw. Chartboxen sind in ebendiesen zu finden.
| Land/RegionAuszeichnungen für Musikverkäufe (Land/Region, Auszeichnungen, Verkäufe, Quellen) | Gold       | Platin       | Diamant       | Verkäufe   | Quellen         |
| -------------------------------------------------------------------------------------------- | ---------- | ------------ | ------------- | ---------- | --------------- |
| Belgien (BRMA)                                                                               | 4× Gold4   | 2× Platin2   | —             | 80.000     | ultratop.be     |
| Frankreich (SNEP)                                                                            | 16× Gold16 | 25× Platin25 | 18× Diamant18 | 11.899.994 | snepmusique.com |
| Schweiz (IFPI)                                                                               | 6× Gold6   | Platin1      | —             | 80.000     | hitparade.ch    |
| Insgesamt                                                                                    | 26× Gold26 | 28× Platin28 | 18× Diamant18 |            |                 |